# Рудолф Глекнер
Рудолф „Руди“ Глокнер (Маркранштет, 20. март 1929 — Маркранштет, 25. јануар 1999) је био фудбалер из Источне Немачке и међународни фудбалски судија.
Шест година је играо фудбал, а од 1953. године је фудбалски судија, познат као ауторитативан делилац правде. Судио је 24 међународне утакмице, 39 у европским куп такмичењима, четири финала источно немачког Купа, 251 прволигашкој утакмици.
Делио је правду и на Олимпијским играма 1964 у Токију и финалном делу Светског првенства 1970 у Мексику, и Светском првенству 1974. у Немачкој и Европском првенству 1972 у Белгији. Водио је финалну утакмицу у Мексику између фудбалских репрезентација Бразила и Италије. Активан је био више од две деценије. Најбољи је судија Источне Немачке и једини је Немац који је до данас судио у финалу једног светског прванства у фудбалу.